# Distretto del Waimakariri
Il distretto del Waimakariri è un'autorità territoriale della Nuova Zelanda che si trova entro i confini della regione di Canterbury, nell'Isola del Sud. La sede del Consiglio distrettuale si trova nella città di Rangiora.
Esso si trova a nord del fiume omonimo e della città di Christchurch. La parola Waimakariri in māori significa "fiume freddo".
I principali centri abitati del Distretto sono il capoluogo Rangiora (con circa 15 000 abitanti, comprendendo anche i sobborghi), Kaiapoi, Woodend e Oxford.